# Cyphostemma kundelunguense
Cyphostemma kundelunguense là một loài thực vật hai lá mầm trong họ Nho. Loài này được Malaisse miêu tả khoa học đầu tiên năm 1982.